# 安克·维尔德
安克·维尔德（德語：Anke Wild，1967年10月12日—），德国前女子曲棍球运动员。她曾代表德国成年国家队参加1992年夏季奥林匹克运动会曲棍球比赛，获得一枚银牌。